# Ammodytes tobianus
Espèce
Statut de conservation UICN

 DD  : Données insuffisantes
Le lançon équille, Ammodytes tobianus, est une espèce de poissons marins appartenant à la famille des Ammodytidae.

## Description
Le lançon équille n'a pas de tache noire devant l'œil et la membrane buccale supérieure est très protractile, contrairement au lançon commun.
À l'origine ses arêtes sont blanches mais lors de la cuisson, la chaleur fait changer de couleur celles-ci, elles deviennent vertes.

## Répartition
Le lançon équille est présent du sud de la Norvège au sud de l'Espagne.